# Aptunga macropasa
Aptunga macropasa är en fjärilsart som beskrevs av Dyar 1919. Aptunga macropasa ingår i släktet Aptunga och familjen mott. Inga underarter finns listade i Catalogue of Life.